# Macskaszem (ásvány)
A macskaszem a kvarc ásvány egyik drágakőként is használt változata.
A kvarc-macskaszem vagy nyugati macskaszemekő (szemben a krizoberill vagy keleti macskaszemekővel) tömött, szemcsés vagy rudas kvarcváltozat, mely párhuzamosan futó, finom azbesztszálak tömegét zárja magába. Fehér, világossötétebb zöld, szürke, ritkábban sárga, vörös vagy barna. Alig áttetsző, törése szálkás. A csak a legerősebb mikroszkópi nagyítás mellett látható vékony azbesztszálak párhuzamos elrendeződése a daraboknak selymes fényt kölcsönöz. A legszebb macskaszemek Srí Lanka szigetének mosásaiból származnak.